# Vodni biotop
Vodni biotop je neživi del vodnega ekosistema, v katerem živi skupina organizmov, ki je temu določena. Za to vrsto je značilna raznolikost dejavnikov, kateri delujejo drug na drugega in vplivajo na njihovo sestavo in s tem tudi razširjenost organizmov. 
Pomemben dejavnik v vodnem biotopu je svetloba. Svetlobne razmere vplivajo in se spreminjajo glede na vremenske razmere, globino in letni čas. Voda s tem neenakomerno absorbira posamezne valovne dolžine oziroma barve različnih barvnih spektrov. Nekje 50 odstotkov rdečega dela svetlobnih žarkov se absorbira v zgornjih dveh metrih vodne gladine. Nekoliko manjša  količina modrozelenega dela v oceanih prispe do globine dvesto metrov.Na vodni biotop neugodno vpliva prevelika ali premajhna količina svetlobe. To velja za ultravijolično ter infrardečo svetlobo. Drugi dejavnik, ki vpliva na strukturo in delovanje vodnega ekosistema se imenuje toplota.